# Antonio Pulgar Lucas
Antonio Leónidas Pulgar Lucas (Huánuco, 21 de noviembre de 1965) es un abogado y político peruano. Es el actual gobernador regional de Huánuco desde enero del 2023 y ejerció como alcalde del distrito de Amarilis. Además, fue consejero regional de Huánuco entre 2003 y 2006.

## Biografía
Nació en Huánuco, el 21 de noviembre de 1965. Hijo de Gerardo Pulgar Alvarado y Dina Lucas Ureta.
Cursó sus estudios primarios y secundarios en la Gran Unidad Escolar Leoncio Prado de su ciudad natal. Entre 1987 y 2003 cursó estudios superiores de derecho obteniendo el título de abogado.

## Labor política
Su primera participación política fue en las elecciones municipales de 1998 cuando se presentó como candidato del movimiento Salvemos Huánuco a la alcaldía provincial de Huánuco sin obtener la elección.
En las elecciones regionales del 2002 fue candidato a consejero regional de Huánuco por el Movimiento Popular Regional obteniendo la elección. Luego de su gestión, postuló a la alcaldía del Distrito de Amarilis en cuatro oportunidades.

### Alcalde de Amarillis
Fue elegido recién en 2018 cuando se presentó por el movimiento Avanzada Regional Independiente "Unidos por Huánuco".
Durante la pandemia del COVID-19, Pulgar fue una de las autoridades locales que padecieron el virus durante el año 2020.

### Gobernador Regional de Huánuco
Para las elecciones regionales y municipales del 2022, anunció su candidatura al Gobierno Regional de Huánuco por el Movimiento Independiente Regional Mi Buen Vecino y logró ser elegido con la mayoría de votos para el periodo 2023-2026.